# Cederick Van Daele
Cederick Van Daele (25 augustus 2000) is een voetbalspeler die uitkomt voor de Belgische voetbalclub KV Oostende Hij speelt er als verdediger.

## Clubcarrière
Van Daele speelde gedurende zijn jeugd bij de jeugdopleiding van KAA Gent, steeds als verdediger, en werd op zijn 20e geselecteerd voor de selectie van 28. Hij maakt geen deel uit van de basisploeg. Op 12 maart 2021 werd zijn contract wel verlengd tot 2023. Hij scoorde op 23 februari 2023 de beslissende strafschop in de playoffs van de Conference League tegen Qarabag uit Azerbeidzjan waardoor AA Gent zich plaatste voor de achtste finales.

## Clubstatistieken
| Seizoen        | Club           | Land            | Competitie            | Competitie | Competitie | Beker | Beker | Europees | Europees | Totaal | Totaal |
| Seizoen        | Club           | Land            | Competitie            | Wed.       | Dlp.       | Wed.  | Dlp.  | Wed.     | Dlp.     | Wed.   | Dlp.   |
| -------------- | -------------- | --------------- | --------------------- | ---------- | ---------- | ----- | ----- | -------- | -------- | ------ | ------ |
| 2020/21        | AA Gent        | Vlag van België | Jupiler Pro League    | 0          | 0          | 0     | 0     | 0        | 0        | 0      | 0      |
| 2021/22        | AA Gent        | Vlag van België | Jupiler Pro League    | 0          | 0          | 0     | 0     | 0        | 0        | 0      | 0      |
| 2022/23        | AA Gent        | Vlag van België | Jupiler Pro League    | 1          | 0          | 1     | 1     | 1        | 0        | 3      | 0      |
| 2023/24        | KV Oostende    | Vlag van België | Challenger Pro League | 0          | 0          | 0     | 0     | 0        | 0        | 0      | 0      |
| Carrièretotaal | Carrièretotaal | Carrièretotaal  | Carrièretotaal        | 1          | 0          | 1     | 1     | 1        | 0        | 3      | 0      |

## Erelijst
| Beker van België | 1× | 2021/22 |